# 안 엘레오노라 예르겐센
안 엘레오노라 예르겐센(덴마크어: Ann Eleonora Jørgensen, 1965년 10월 16일 ~ )은 덴마크의 배우이다.